# Heineken Cup 2003-2004
Heineken Cup 2003-04 (in inglese 2003-04 Heineken Cup; in francese H Cup 2003-04) fu la 9ª edizione della massima competizione europea per club di rugby a 15.
Si tenne dal 5 dicembre 2003 al 23 maggio 2004 tra 24 squadre provenienti da Francia, Inghilterra, Galles, Irlanda, Italia e Scozia nel consolidato formato di sei gironi da quattro squadre ciascuno con passaggio ai quarti della vincitrice di ogni girone più le due migliori seconde.
Due furono le novità rispetto all'edizione precedente: l'istituzione delle franchise in Galles, con il passaggio da quattro a cinque squadre concesse a tale Paese a seguito della tardiva istituzione del Celtic Warriors, mitigato dalla precisazione di ERC che dalla stagione successiva una di esse avrebbe giocato in Challenge Cup, e l'adozione del punteggio dell'Emisfero Sud con i quattro punti a vittoria e i due per pareggio più i punti bonus per almeno quattro mete segnate in un singolo incontro e per l'eventuale sconfitta con sette o meno punti di scarto.
Qualificato con un turno d'anticipo, inoltre, Edimburgo divenne la prima franchise scozzese a passare ai play-off di Heineken Cup.
La finale, tenutasi a Twickenham, vide i campioni uscenti di Tolosa perdere contro l'inglese London Wasps al termine di un incontro serrato deciso solo all'ultimo minuto da una meta di Rob Howley favorita da un'incertezza di Poitrenaud che si fece sfuggire un pallone in grubber, permettendo così agli Wasps di vincere il primo titolo europeo.
Il valore delle marcature, come stabilito dall’IRFB nel 1992, era: 5 punti per ciascuna meta (7 se trasformata), 3 punti per la realizzazione di ciascun calcio piazzato, idem per il drop.

## Formula
Le squadre furono ripartite in sei gironi da quattro squadre ciascuno.
Ai quarti di finale accedettero la prima classificata di ciascuno dei sei gironi più le due seconde migliori classificate per punteggio e differenza punti marcati.
Il punteggio ai fini della classifica fu quello a bonus dell'Emisfero Sud, che per ogni partita prevede:
- 4 punti per la vittoria
- 2 punti ciascuno per il pareggio
- 0 punti per la sconfitta
- 1 punto aggiuntivo per la o le squadre che realizzino almeno 4 mete
- 1 eventuale punto per la squadra sconfitta con sette o meno punti di scarto.

Le squadre prime classificate, in ordine decrescente di punteggio in classifica e, a parità di esso, di differenza punti marcati/subiti, occuparono i posti del seeding da 1 a 6; le seconde classificate, ordinate secondo lo stesso criterio, i posti 7 e 8.
I quarti di finale videro le squadre con il ranking da 1 a 4 affrontare in gara unica sul proprio campo quelle con seeding rispettivamente da 8 a 5 secondo il seguente ordine:
1. seeding 1 – seeding 8
2. seeding 4 – seeding 5
3. seeding 2 – seeding 7
4. seeding 3 – seeding 6

Le due semifinali, fatto salvo il diritto di campo interno per la squadra con il seeding migliore, furono:
1. vincitore QF1 – Vincitore QF2
2. vincitore QF3 – Vincitore QF4

La finale si tenne in gara unica allo stadio di Twickenham a Dublino.

## Squadre partecipanti
| Girone A                   | Girone B                   | Girone C                   |
| -------------------------- | -------------------------- | -------------------------- |
| Leicester (Inghilterra)    | Edimburgo (Scozia)         | Biarritz (Francia)         |
| Newport G.D. (Galles)      | Leeds Tykes (Inghilterra)  | Cardiff Blues (Galles)     |
| Stade français (Francia)   | Ospreys (Galles)           | Leinster (Irlanda)         |
| Ulster (Irlanda)           | Tolosa (Francia)           | Sale Sharks (Inghilterra)  |
| Girone D                   | Girone E                   | Girone F                   |
| Agen (Francia)             | Benetton (Italia)          | Calvisano (Italia)         |
| Borders (Scozia)           | Bourgoin-Jallieu (Francia) | Celtic Warriors (Galles)   |
| Llanelli Scarlets (Galles) | Gloucester (Inghilterra)   | London Wasps (Inghilterra) |
| Northampton (Inghilterra)  | Munster (Irlanda)          | Perpignano (Francia)       |

## Fase a gironi

### Girone A
|            | Incontri                      |       |
| ---------- | ----------------------------- | ----- |
| 6-12-2003  | Stade français – Leicester    | 26-15 |
| 7-12-2003  | Newport G.D. – Ulster         | 24-15 |
| 12-12-2003 | Ulster – Stade français       | 22-20 |
| 14-12-2003 | Leicester – Newport G.D.      | 34-3  |
| 10-1-2004  | Newport G.D. – Stade français | 20-12 |
| 11-1-2004  | Ulster – Leicester            | 33-0  |
| 17-1-2004  | Leicester – Ulster            | 49-7  |
| 18-1-2004  | Stade français – Newport G.D. | 37-0  |
| 24-1-2004  | Stade français – Ulster       | 13-10 |
| 24-1-2004  | Newport G.D. – Leicester      | 20-26 |
| 30-1-2004  | Leicester – Stade français    | 13-26 |
| 30-1-2004  | Ulster – Newport G.D.         | 22-0  |

#### Classifica
| Pos | Squadra        | G | V | N | P | PF  | PS  | P±  | BP | PT |
| --- | -------------- | - | - | - | - | --- | --- | --- | -- | -- |
| A1  | Stade français | 6 | 4 | 0 | 2 | 134 | 80  | 54  | 2  | 18 |
| A2  | Leicester      | 6 | 3 | 0 | 3 | 137 | 115 | 22  | 3  | 15 |
| A3  | Ulster         | 6 | 3 | 0 | 3 | 109 | 106 | 3   | 2  | 14 |
| A4  | Newport G.D.   | 6 | 2 | 0 | 4 | 67  | 146 | −79 | 1  | 9  |

### Girone B
|            | Incontri            |       |
| ---------- | ------------------- | ----- |
| 7-12-2003  | Leeds – Ospreys     | 29-20 |
| 7-12-2003  | Edimburgo – Tolosa  | 23-16 |
| 12-12-2003 | Ospreys – Edimburgo | 15-32 |
| 12-12-2003 | Tolosa – Leeds      | 19-3  |
| 9-1-2004   | Edimburgo – Leeds   | 19-9  |
| 10-1-2004  | Tolosa – Ospreys    | 29-6  |
| 16-1-2004  | Ospreys – Tolosa    | 11-29 |
| 18-1-2004  | Leeds – Edimburgo   | 0-23  |
| 23-1-2004  | Edimburgo – Ospreys | 33-15 |
| 25-1-2004  | Leeds – Tolosa      | 22-31 |
| 31-1-2004  | Tolosa – Edimburgo  | 33-0  |
| 31-1-2004  | Ospreys – Leeds     | 10-3  |

#### Classifica
| Pos | Squadra     | G | V | N | P | PF  | PS  | P±  | BP | PT |
| --- | ----------- | - | - | - | - | --- | --- | --- | -- | -- |
| B1  | Tolosa      | 6 | 5 | 0 | 1 | 157 | 65  | 92  | 5  | 25 |
| B2  | Edimburgo   | 6 | 5 | 0 | 1 | 130 | 89  | 41  | 2  | 22 |
| B3  | Leeds Tykes | 6 | 1 | 0 | 5 | 66  | 122 | −56 | 1  | 5  |
| B4  | Ospreys     | 6 | 1 | 0 | 5 | 78  | 155 | −77 | 0  | 4  |

### Girone C
|            | Incontri               |       |
| ---------- | ---------------------- | ----- |
| 6-12-2003  | Leinster – Biarritz    | 32-6  |
| 6-12-2003  | Sale Sharks – Blues    | 26-24 |
| 12-12-2003 | Blues – Leinster       | 19-24 |
| 13-12-2003 | Biarritz – Sale Sharks | 31-3  |
| 9-1-2004   | Leinster – Sale Sharks | 22-23 |
| 10-1-2004  | Biarritz – Blues       | 35-20 |
| 17-1-2004  | Blues – Biarritz       | 21-20 |
| 18-1-2004  | Sale Sharks – Leinster | 16-23 |
| 23-1-2004  | Leinster – Blues       | 20-17 |
| 25-1-2004  | Sale Sharks – Biarritz | 0-15  |
| 31-1-2004  | Blues – Sale Sharks    | 22-7  |
| 31-1-2004  | Biarritz – Leinster    | 32-21 |

#### Classifica
| Pos | Squadra       | G | V | N | P | PF  | PS  | P±  | BP | PT |
| --- | ------------- | - | - | - | - | --- | --- | --- | -- | -- |
| C1  | Biarritz      | 6 | 4 | 0 | 2 | 139 | 97  | 42  | 4  | 20 |
| C2  | Leinster      | 6 | 4 | 0 | 2 | 142 | 113 | 29  | 2  | 18 |
| C3  | Cardiff Blues | 6 | 2 | 0 | 4 | 123 | 132 | −9  | 3  | 11 |
| C4  | Sale Sharks   | 6 | 2 | 0 | 4 | 75  | 137 | −62 | 1  | 9  |

### Girone D
|            | Incontri               |       |
| ---------- | ---------------------- | ----- |
| 5-12-2003  | Scarlets – Northampton | 14-9  |
| 6-12-2003  | Agen – Borders         | 27-8  |
| 13-12-2003 | Northampton – Agen     | 25-10 |
| 14-12-2003 | Borders – Scarlets     | 10-41 |
| 9-1-2004   | Scarlets – Agen        | 19-15 |
| 10-1-2004  | Northampton – Borders  | 20-3  |
| 17-1-2004  | Borders – Northampton  | 3-39  |
| 18-1-2004  | Agen – Scarlets        | 22-15 |
| 23-1-2004  | Agen – Northampton     | 6-19  |
| 25-1-2004  | Scarlets – Borders     | 53-7  |
| 31-1-2004  | Northampton – Scarlets | 9-18  |
| 31-1-2004  | Borders – Agen         | 8-3   |

#### Classifica
| Pos | Squadra           | G | V | N | P | PF  | PS  | P±   | BP | PT |
| --- | ----------------- | - | - | - | - | --- | --- | ---- | -- | -- |
| D1  | Llanelli Scarlets | 6 | 5 | 0 | 1 | 160 | 72  | 88   | 3  | 23 |
| D2  | Northampton       | 6 | 4 | 0 | 2 | 121 | 54  | 67   | 2  | 18 |
| D3  | Agen              | 6 | 2 | 0 | 4 | 83  | 94  | −11  | 3  | 11 |
| D4  | Borders           | 6 | 1 | 0 | 5 | 39  | 183 | −144 | 0  | 4  |

### Girone E
|            | Incontri                      |       |
| ---------- | ----------------------------- | ----- |
| 6-12-2003  | Benetton – Gloucester         | 12-33 |
| 6-12-2003  | Bourgoin-Jallieu – Munster    | 17-18 |
| 13-12-2003 | Munster – Benetton            | 51-0  |
| 13-12-2003 | Gloucester – Bourgoin-Jallieu | 49-13 |
| 10-1-2004  | Benetton – Bourgoin-Jallieu   | 42-33 |
| 10-1-2004  | Gloucester – Munster          | 22-11 |
| 17-1-2004  | Munster – Gloucester          | 35-14 |
| 18-1-2004  | Bourgoin-Jallieu – Benetton   | 35-19 |
| 24-1-2004  | Bourgoin-Jallieu – Gloucester | 18-37 |
| 24-1-2004  | Benetton – Munster            | 20-31 |
| 31-1-2004  | Gloucester – Benetton         | 42-11 |
| 31-1-2004  | Munster – Bourgoin-Jallieu    | 26-3  |

#### Classifica
| Pos | Squadra          | G | V | N | P | PF  | PS  | P±   | BP | PT |
| --- | ---------------- | - | - | - | - | --- | --- | ---- | -- | -- |
| E1  | Munster          | 6 | 5 | 0 | 1 | 197 | 100 | 97   | 4  | 24 |
| E2  | Gloucester       | 6 | 5 | 0 | 1 | 172 | 76  | 96   | 4  | 24 |
| E3  | Bourgoin-Jallieu | 6 | 1 | 0 | 5 | 119 | 191 | −72  | 3  | 7  |
| E4  | Benetton         | 6 | 1 | 0 | 5 | 104 | 225 | −121 | 1  | 5  |

### Girone F
|            | Incontri                     |       |
| ---------- | ---------------------------- | ----- |
| 5-12-2003  | Celtic Warriors – Calvisano  | 34-25 |
| 7-12-2003  | Wasps – Pepignano            | 28-7  |
| 13-12-2003 | Calvisano – Wasps            | 33-52 |
| 13-12-2003 | Perpignano – Celtic Warriors | 26-19 |
| 10-1-2004  | Perpignano – Calvisano       | 48-7  |
| 11-1-2004  | Wasps – Celtic Warriors      | 9-14  |
| 16-1-2004  | Celtic Warriors – Wasps      | 12-17 |
| 17-1-2004  | Calvisano – Perpignano       | 11-17 |
| 23-1-2004  | Celtic Warriors – Perpignano | 16-15 |
| 25-1-2004  | Wasps – Calvisano            | 46-13 |
| 1-2-2004   | Calvisano – Celtic Warriors  | 26-28 |
| 1-2-2004   | Perpignano – Wasps           | 6-34  |

#### Classifica
| Pos | Squadra         | G | V | N | P | PF  | PS  | P±   | BP | PT |
| --- | --------------- | - | - | - | - | --- | --- | ---- | -- | -- |
| F1  | London Wasps    | 6 | 5 | 0 | 1 | 186 | 85  | 101  | 4  | 24 |
| F2  | Celtic Warriors | 6 | 4 | 0 | 2 | 123 | 118 | 5    | 4  | 20 |
| F3  | Perpignano      | 6 | 3 | 0 | 3 | 119 | 115 | 4    | 3  | 15 |
| F4  | Calvisano       | 6 | 0 | 0 | 6 | 115 | 225 | −110 | 3  | 3  |

## Seedingdopo la fase a gironi
| Pos | Squadra           | G | V | N | P | PF  | PS  | DP   | BMP | Pt |
| --- | ----------------- | - | - | - | - | --- | --- | ---- | --- | -- |
| 1   | Tolosa            | 6 | 5 | 0 | 1 | 157 | 65  | +92  | 5   | 25 |
| 2   | London Wasps      | 6 | 5 | 0 | 1 | 186 | 85  | +101 | 4   | 24 |
| 3   | Munster           | 6 | 5 | 0 | 1 | 197 | 100 | +97  | 4   | 24 |
| 4   | Llanelli Scarlets | 6 | 5 | 0 | 1 | 160 | 72  | +88  | 3   | 23 |
| 5   | Biarritz          | 6 | 4 | 0 | 2 | 139 | 97  | +42  | 4   | 20 |
| 6   | Stade français    | 6 | 4 | 0 | 2 | 134 | 80  | +54  | 2   | 18 |
| 7   | Gloucester        | 6 | 5 | 0 | 1 | 172 | 76  | +96  | 4   | 24 |
| 8   | Edimburgo         | 6 | 5 | 0 | 1 | 130 | 89  | +41  | 2   | 22 |
| 9   | Celtic Warriors   | 6 | 4 | 0 | 2 | 123 | 118 | +5   | 4   | 20 |
| 10  | Northampton       | 6 | 4 | 0 | 2 | 121 | 54  | +67  | 2   | 18 |
| 11  | Leinster          | 6 | 4 | 0 | 2 | 142 | 113 | +29  | 2   | 18 |
| 12  | Leicester         | 6 | 3 | 0 | 3 | 137 | 115 | +22  | 3   | 15 |

## Play-off
|  | Quarti di finale | Quarti di finale  | Quarti di finale |              |              | Semifinali   | Semifinali | Semifinali |  |  | Finale | Finale | Finale |  |
|  |                  |                   |                  |              |              |              |            |            |  |  |        |        |        |  |
|  | 1                | Tolosa            | 36               |              |              |              |            |            |  |  |        |        |        |  |
|  | 1                | Tolosa            | 36               |              |              |              |            |            |  |  |        |        |        |  |
|  | 8                | Edimburgo         | 10               |              |              |              |            |            |  |  |        |        |        |  |
|  | 8                | Edimburgo         | 10               |              | Tolosa       | Tolosa       | 19         |            |  |  |        |        |        |  |
|  |                  |                   |                  |              | Tolosa       | Tolosa       | 19         |            |  |  |        |        |        |  |
|  |                  |                   | Biarritz         | Biarritz     | 11           |              |            |            |  |  |        |        |        |  |
|  | 4                | Llanelli Scarlets | Biarritz         | Biarritz     | 11           | 10           |            |            |  |  |        |        |        |  |
|  | 4                | Llanelli Scarlets |                  |              |              |              |            |            |  |  |        |        |        |  |
|  | 5                | Biarritz          | 27               |              |              |              |            |            |  |  |        |        |        |  |
|  | 5                | Biarritz          | 27               |              | Tolosa       | Tolosa       | 20         |            |  |  |        |        |        |  |
|  |                  |                   |                  |              |              |              |            |            |  |  |        |        |        |  |
|  |                  |                   | London Wasps     | London Wasps | 27           |              |            |            |  |  |        |        |        |  |
|  | 2                | London Wasps      | London Wasps     | London Wasps | 27           | 34           |            |            |  |  |        |        |        |  |
|  | 2                | London Wasps      |                  |              |              |              |            |            |  |  |        |        |        |  |
|  | 7                | Gloucester        | 3                |              |              |              |            |            |  |  |        |        |        |  |
|  | 7                | Gloucester        | 3                |              | London Wasps | London Wasps | 37         |            |  |  |        |        |        |  |
|  |                  |                   |                  |              | London Wasps | London Wasps | 37         |            |  |  |        |        |        |  |
|  |                  |                   | Munster          | Munster      | 32           |              |            |            |  |  |        |        |        |  |
|  | 3                | Munster           | Munster          | Munster      | 32           | 37           |            |            |  |  |        |        |        |  |
|  | 3                | Munster           |                  |              |              |              |            |            |  |  |        |        |        |  |
|  | 6                | Stade français    | 32               |              |              |              |            |            |  |  |        |        |        |  |

### Quarti di finale
| Arbitro: | Chris White |

|          |      |                                    |
| S. Jones | mt   | Couzinet Brusque (2) Bernat-Salles |
| S. Jones | tr   | D. Yachvili (2)                    |
| S. Jones | c.p. |                                    |
|          | drop | Peyrelongue                        |

| Arbitro: | Alain Rolland |

|                           |      |          |
| C. Labit Poitrenaud Clerc | mt   | Di Rossi |
| Delaigue (3)              | tr   | Laney    |
| Delaigue (4) Heymans      | c.p. | Laney    |

| Arbitro: | Nigel Williams |

|                                  |      |                                 |
| Payne Henderson Mullins M. Horan | mt   | Corleto Liebenberg Moni Lombard |
| O’Gara (4)                       | tr   | Domínguez (3)                   |
| O’Gara (3)                       | c.p. | Domínguez                       |
|                                  | drop | Domínguez                       |

| Arbitro: | Joël Jutge |

|                                       |      |         |
| Howley Dallaglio tecnica Leota Erinle | mt   |         |
| King (3)                              | tr   |         |
| King                                  | c.p. | H. Paul |

### Semifinali
| Arbitro: | Tony Spreadbury |

|              |      |              |
| Maka         | mt   | Bidabe       |
| Delaigue (4) | tr   |              |
| Delaigue (3) | c.p. | Yachvili (2) |
| Delaigue     | drop |              |

| Arbitro: | Nigel Williams |

|                        |      |                                        |
| A. Foley J. Williams   | mt   | Lewsey Volley v. Gisbergen Voyce Leota |
| Holland (2)            | tr   | King (3)                               |
| O’Gara (3) Holland (3) | c.p. | King (2)                               |

### Finale
| Arbitro: | Alain Rolland |

|                                        |      |                                          |
| Abbott 20’ v. Gisbergen 44’ Howley 79’ | mt   | 39’ Delaigue                             |
| v. Gisbergen 20’, 44’, 79’             | tr   |                                          |
| v. Gisbergen 15’, 31’                  | c.p. | 5’, 11’ Delaigue 57’, 71’, 76’ Élissalde |
| Dallaglio 57’                          | drop |                                          |